# خمی که ابروی شوخ تو در کمان انداخت
غزلی با مطلع « خَمی که ابرویِ شوخِ تو در کمان انداخت »، غزل شمارهٔ ۱۶ از دیوانِ حافظ در تصحیحِ محمد قزوینی و قاسم غنی است.